# 長内あや愛
長内 あや愛（おさない あやめ、1996年6月23日 - ）は、日本の文化人、研究者、実業家、コメンテーター。慶應義塾大学SFC研究所　上席・研究所員。株式会社食の会 代表取締役。株式会社フェルメクテス　共同経営者。新タンパク質食材kin-punブランドプロデューサー。文科省アントレプレナーシップ推進大使、文化庁「知の活用」食文化振興事例　顕彰制度審査員。赤堀製菓専門学校非常勤講師、コメンテーター、フードアナリスト、フードスタイリスト、調理師、製菓衛生師、唎酒師。

## 人物
2011年、中学校2年生のときに東日本大震災が発生、父親が経営していた福島県の宿に避難した人々に自分で作ったお菓子を配った。2週間後の3月27日にアメーバブログにて個人のスイーツブログ「14才のパティシエ」を開始した。同ブログは、以来大学卒業まで一日も欠かさず更新を続け、現在も定期的に更新している。
当初、日々作るお菓子の発表の場だったが、中学卒業の時にはお菓子の学問的研究が主題となった。特に世界各国のお菓子の研究に傾倒したところから、「日本人の和菓子洋菓子のイメージは、日本のローカルの感覚であり、各国で食材も異なりその国の穀物資源や宗教や歴史において全く違うデザート像がある事」をまとめ始める。高校3年の時に「世界経済フォーラムダボス会議」のU30起業家コンテスト「Re-Generate Japan」のテーマが地方創生だったことから、「日本の地方の優れた果物は実は世界各国の菓子作りに需要がありその仕組みの起業」で応募したところ、3日間の選考会では最優秀賞として高校3年生にして起業家支援プログラムを受ける事となる（女性唯一の受賞）。
2015年、慶應義塾大学総合政策学部へと進学したところ、「世界経済フォーラムダボス会議」のU30起業家コンテスト「Re-Generate Japan」メンターから「大学を休学してのフランス留学」「ブロガーとしての活動」の支援を提案されるが、本人は、大学での「食文化研究」を本願としていたことから、「世界経済フォーラムダボス会議」のU30起業家コンテストのプログラムを大学1年で辞退し、代わりに「自分と同じように食に関心を持ち、一緒に研鑽してくれる大学生の仲間」を集める事を主旨とした「慶應　食の会」を設立し、様々なイベントを実施、クックパッド主催creative cooking battle youthでは、初チャンピオンとして慶應義塾チーム優勝へ導いた。活動はよりアカデミックに深耕し、専門性は「日本と西洋の食文化の衝突」となり、修士論文においては、「福澤諭吉とそのコミュニティが実現した、日本食の西洋化改革」をテーマとしたところ、学部長名で、新しい福澤研究としても評価され、日本の文明開化時期の食文化を代表する研究者と同時に講談社週刊現代の福澤諭吉特集では、現代の福澤諭吉の研究者として評価もされている。特に江戸後期から明治期の食を文献から再現し、現在の食問題、未来の豊かな食へつなげる、持続可能な食文化創造を目指して取り組む。
起業家の側面では、「食は実際に食べてもらわない事には研究だけでは意味を為さない」として日本橋に、食の會　日本橋を開店。食の研究者や慶應義塾大学のゼミ生のコミュニティの場の役目だったが、日本橋界隈の食の先導者の応援もあって、飲食業としての営業と日本と西洋の衝突時の日本で実際に提供された再現メニュー作りの研究の場として運営している。
2021年慶應義塾大学SFC研究所上席・研究所員として今に至る。
2023年からは慶應義塾大学発スタートアップフェルメクテスを起業。共同経営者山形県鶴岡市と行き来しながら、高たんぱく新食材「kin-pun」のブランドプロデュースを行う。

## 来歴
1996年 東京都で生まれる。両親は冬季にはスキースクールを営んでおり、東京と福島で育つ。小学校在学中にはアルペンスキーの大会にも出場していた。

### 2012年
- 十文字高等学校入学
- エコール・クリオロ[17][18]　サントス・アントワーヌのもとで修行
- スイーツコンシェルジュ協会　スイーツコンシェルジュ最年少取得[19]
- 紅茶コーディネーター　取得
- コーヒーコーディネーター　取得

### 2013年
- 第5回 世田谷スイーツ&ブレットコンテスト 銅賞
- 第3回 kousaiハーブレシピコンクール 優良賞
- 華調理師学校 スイーツチャンピオン 佳作

### 2014
- 世界経済フォーラムダボス会議学生起業家コンテスト 最優秀賞[20][21]

### 2015年
- 慶應義塾大学総合政策学部　入学
- 安倍昭恵主催　UZUの学校「食のテーマ」運営スタッフ参加、学生統括
- 製菓衛生師　取得

### 2016年
- 日本フードアナリスト協会 2017年度食のなでしこ 入賞
- 横浜コミュニティ放送『なでしこラジオ』（2016年12月26日 - ）
- ミスはちみつクイーン グランプリ[22]

### 2017年
- ミス慶應SFC グランプリ　（ミスリゼ賞、DHC賞　３冠）[23]
- 「14才のパティシエ」[24]Ameba official Blog登録。

### 2018年
- 株式会社食の会設立
- 全国一斉日本酒で乾杯　　登壇[25]
- TEDx　KEIO Usfc　司会[26]
- 慶應義塾大学連合三田会大会　トークセッション
- 慶應義塾大学総合政策学部　卒業
- 慶應義塾大学大学院政策・メディア研究科　入学[4]
- クックパッド主催creative cooking battle youth慶應義塾チーム優勝[27]

### 2019年
- 慶應ラグビー　ショートブレット発売
- 西武池袋催事　菓子販売開始
- creative cooking battle youth 実況　司会
- 唎酒師 取得
- 「食の會日本橋」オープン

### 2020年
- Keio Research Institute at SFC / 慶應義塾大学SFC研究所　登壇[28]

- 二十歳からの日本酒 in 渋谷スクランブルスクエア2020　登壇[29]
- 調理師　取得

### 2021年
- 講談社　週刊現代巻頭カラー　福澤諭吉特集　１月号
- おかしら日記　掲載[30]
- 慶應義塾大学大学院政策・メディア研究科修士課程修了
- 慶應義塾大学SFC研究所　上席・研究所員
- 東京メトロポリタンテレビジョン『堀潤モーニングFLAG』（2021年5月26日）コメンテーター
- 「中央区100人会議[31]」　登壇
- 「ユーキャン流行語大賞」　「Z世代」受賞式登壇
- 首相公邸にて菅総理大臣と面会[32]
- 朝日新聞　明日へのlesson (2023年5月11日）[33]

### 2022年
- フェルメクテス株式会社 共同経営者（現任）
- 慶應SFC学会　学術交流大会2022 外部審査員（2022年3月19日）

- 自民党茂木幹事長との女性意見交換会[34]　参加（2022年5月19日）
- 外務省国際女性会議WAW!2022 参加　（2022年12月5日）
- ELLE ACTIVE! FESTIVAL2022登壇[35]（2022年11月8日）
- 赤堀製菓専門学校　講師（2022年10月11日から）

### 2023年
- kin-pun Brand Producer （現任）[36]
- 指宿鰹節アンバサダー

- ELLE ACTIVE! FESTIVAL2023登壇（2023年11月15日）
- 文化庁「知の活用」食文化振興事例　顕彰制度審査員　（2023年3月20日）

### 2024年
- 文部科学省　アントレプレナーシップ推進大使[37]（現任）
- 第38回JCI JAPAN TOYP 2024(⻘年版国⺠栄誉賞)[38]　参議院議⻑奨励賞
- フードテックグランプリ2024　キリングループ賞受賞
- ICC_KYOTO 2024 リアルテック・カタパルトにて準優勝[39]
- 「FOOD×TECH Mercato」ソリューション・ベンチャー部門にて三菱UFJ銀行賞を受賞
- 文部科学大臣あべ俊子議員とアントレプレナーシップ推進大使　意見交換会参加[40]
- 日本家政学会　食文化研究部会（2024年2月3日）
- パソナグループ「国際女性デー　PASONA 女性フォーラム　私たちの未来を考える」（2024年2月14日）

## 出演

### 現在
- 堀潤 Live Junction　レギュラーコメンテーター（TOKYO MX、2024年10月 - )

### テレビ
- 東京メトロポリタンテレビジョン『堀潤モーニングFLAG』レギュラーコメンテーター（2021年5月26日-）
- ワシんとこ・ポスト レギュラーコメンテーター（BSよしもと、2022.3.21）
- NHK総合テレビジョン『ひるまえ ほっと』（2019年1月19日）
- NHK教育テレビジョン『沼にハマってきいてみた』（2019年12月23日）
- ブラマヨの談話室（BSフジ、2022.5.8）
- キクテルミルラジ（BSよしもと、2024.2.19）

- テレビ朝日　「発信！ミライクリエイター」（テレビ朝日　2021年11月25日　12月5日）
- スピンオフ　「技能五輪全国大会アビリンピックSP」（2022年12月29日）
- よんちゃんTV出演（2023年6月30日）
- 関西テレビ「LIVE コネクト！」（2023年7月15日）
- BSよしもと「小倉淳の47フォーカス（2024年2月19日）[41]
- 「日曜朝 最先端探訪シリーズ」登壇（オンラインイベント、2024年11月24日）

#### 雑誌
- 「SFC REVIEW “おいしい”SFC特集」（2022年2月12日）
- 「Walker Plus 「初めての日本酒Walker」　（2022年10月4日）
- ELLE japon 2月号　ELLE ACTIVE WEEK (2022年12月28日）
- 朝日新聞　明日へのlesson (2023年5月11日）[33]
- 講談社「FRaU]11月号（2023年9月28日）
- HOLLYWOOD STAR No.282 (2023年12月1日）
- 一般社団法人家の光協会「地上」　（2023年12月1日）
- 『味の手帳』6月号 編集長の昼膳放談（味の手帳、2024年5月28日）
- 日経新聞朝刊 憲法記念日特集（日本経済新聞、2024年6月11日）
- 『料理王国』8月号（料理王国、2024年8月1日）
- 『日本人がはじめて出会ったカレー“コルリ”』新商品情報（食の會
- 日本橋、2024年）
- 『カラスヤサトシの新びっくりカレー』第1巻（漫画、2024年9月13日）
- 『&mog 王国』インタビュー（&mog 王国、2024年10月3日）
- 在日フランス商工会議所 記事掲載（在日フランス商工会議所、2024年11月4日）
- 日本橋経済新聞 五周年特集（日本橋経済新聞、2024年12月5日）

### 受賞
- ソーシャルプロダクツ　アワード受賞
- 『第38回JCI JAPAN TOYP 2024』参議院議長奨励賞受賞（JCI JAPAN、2024年7月9日）
- 「MUFJ ICJ ESG ACCELERATOR FOOD TECH Mercato」主催企業賞三菱UFJ賞（2024年7月22日）[42]
- ICC リアルテックカタパルト　準グランプリ受賞（204年９月6日）[43]
- フードテックグランプリ2024[44] ,キリングループ賞（2024年10月９日）

### ラジオ
- 横浜コミュニティ放送『なでしこラジオ』（2016年12月26日 - ）
- エフエム東京『SOUND OF OASIS〜COOL SAKE〜』（2020年5月20日）

- J-WAVE JAM THE PLANET SUSTANABLE TOMORROW(2022年11月14日）
- 渋谷のラジオ　渋谷龍馬会（2022年12月）

### 監修、制作
- 「味の素　フードロスプロジェクト　ランチボックス」（2023年10月27日）
- にんべん　本枯鰹節だし、味めぐり　万宝料理秘密箱　（2023年11月1日）
- 日ASEAN 観光大臣特別対話　リフレッシュメント菓子(2023年11月8日）
- 「Earth hacks ✖️三井不動産　デカボ　ランチボックス（2024年2月13日）
- サントリーほろよい（2024年8月９日）
- 大阪万博　「EXPO ART&MUSIC WEEKEND Road to 2025」万博シンボル和菓子（2024年１１月26日）